# 垂れ流し
垂れ流し（たれながし）とは、他から受け取ったり内部で生成したりしたさまざまなものを貯蔵・処理することなくそのまま放出し続けることをいう。
主に好ましくない成分を含んだ液体についていうが、後述する通り比喩的な用法もある。

## 主な事例

### 排水・下水関連
かつては工業廃液を十分な処理をしないまま河川や海に放流していた。その結果、水俣病などの公害が各地で発生した。
下水道普及以前は家庭から出る生活排水もまた、処理されずに河川に流された。その結果さまざまな水系の富栄養化が進行した。

#### 列車便所
鉄道車両のトイレにおいて、汚物を水で流したあと汚水をそのまま管から地面（線路上）に放出する方式の俗称。
この方式が鉄道沿線に「黄害」をもたらした。
現在の日本では床下の汚物処理装置に汚水を溜め、車両基地で処理するようになった。

#### 傷病者・泥酔者
重度の知的障害者または認知症の患者や麻痺がある場合・人工肛門を設置した場合等には排便・排尿の制御がうまくいかなくなる事があり、失禁してしまう。また、乳児は排便・排尿のコントロールが出来無い為、少し溜まっただけでも失禁してしまう。
また、大量飲酒で泥酔した者も排便・排尿のコントロールが効かなくなり、失禁する事がある。
適切な介護もしくは処置が必要である。

### 放送

#### ローカル局の中継局化
キー局の番組をネット局が全く手を入れずにそのまま放送すること。事実上、ローカル局が単なる中継局に過ぎなくなる状態である。
代表的な例として『王様のブランチ』（TBS）で放送している、関東の天気予報を四国や東北などでそのまま流れたり、『Oha!4 NEWS LIVE』（日テレNEWS24（CS）・日本テレビ）に於いて関東地方の天気予報をネット局全てで放送したり、『FNNレインボー発』での明日の関東地方の天気予報をテレビ静岡等一部系列局で流したりする事例がある。近年は週末や年末年始の朝・最終版ニュースにおいて系列を問わずこの傾向が増えている。
場合によってはCMまで垂れ流し状態になり、例えばローカル局がキー局のある地域（主に関東）でしか展開していない企業のCMを垂れ流す場合もある（特にテレビ東京系列で、新日本ハウス等関東ローカルしか展開していない企業のCMが愛知県、大阪府等で放送されている）。
日本テレビのニュース専門チャンネルであるCS・日テレNEWS24では、多くの地上波系列局が未明帯の放送終了後に同局の CS 再送信（日本テレビとBS日テレのみ通常の放送回線での放送）によるフィラー（日本テレビ以外の地上波系列局における『Oha!4 NEWS LIVE』第1部も含む）を実施しているが、日テレ送出の「NNNニュース速報」が垂れ流される事があり、気象情報もその地域とは関係無い、関東地方の気象警報のテロップが表示される事がある。

#### 放送におけるその他の事例
- 一日の放送終了後に停波せず、テストパターンやテストトーンあるいはフィラーなどの映像・音声信号を乗せずに（無変調）、搬送波だけを送信し続けること。災害発生などの突発時にすぐに放送を再開できるようにこの措置を採る局があるが、同じ周波数での放送の遠距離受信の障害になることがある。
- インターネットラジオでは音楽やラジオ局の番組などをそのまま放送することを指すこともある。著作権上ではタブーであるが、ニュース速報(VIP)板やなんでも実況V板などで頻繁に行われる。

### その他
好ましくない状態を蓄積し続ける状態を指すこともある。例えば売り上げ等が思わしくなく、毎年のように赤字を計上する事業等に対して「赤字垂れ流し」と表現される。